# Ossaea neurotricha
Ossaea neurotricha är en tvåhjärtbladig växtart som beskrevs av Charles Wright. Ossaea neurotricha ingår i släktet Ossaea och familjen Melastomataceae. Inga underarter finns listade i Catalogue of Life.